# Jamides alenas
Jamides alenas är en fjärilsart som beskrevs av Felder 1865. Jamides alenas ingår i släktet Jamides och familjen juvelvingar. Inga underarter finns listade i Catalogue of Life.